# Lorraine Hanriot LH.41

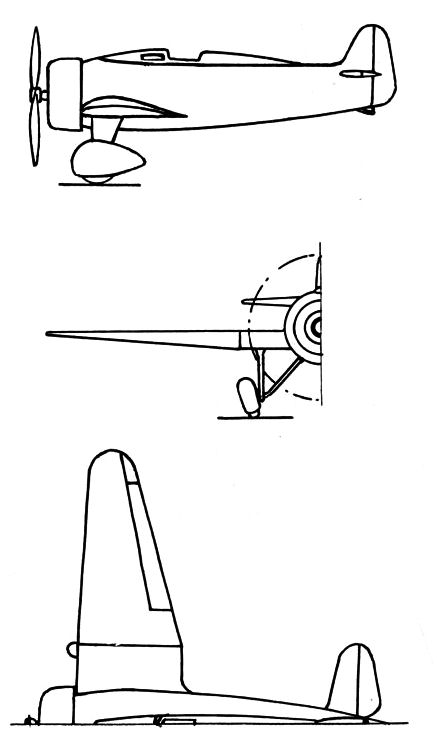
Plan 3 vues paru dans L'Aérophile, Salon 1932

Le Lorraine Hanriot LH.41 était un avion de course monoplace conçu et construit en France dans l'entre-deux-guerres, par la société Hanriot, pour concourir dans la Coupe Michelin Internationale, une course aérienne organisée en France.

## Variantes
- LH.41.01
- LH.41/2
- LH.42